# Meister Pfriem
Meister Pfriem ist ein Märchen (ATU 801, 1248, 1180). Es steht in den Kinder- und Hausmärchen der Brüder Grimm ab der 5. Auflage von 1843 an Stelle 178 (KHM 178), erschien kurz vorher in Cäsar Albano Kletkes Berliner Taschenbuch und basiert auf Meister Pfriem. Ostermährlein in Die schönsten Kindermährchen von 1837.

## Inhalt
Der unansehnliche und hektische Schustermeister Pfriem ist ein Besserwisser und tadelt alle: Ein Mädchen, dem er den Wassereimer aus der Hand stößt, seine Gesellen, Frau und Mägde, wenn sie Feuer machen oder sich beim Waschen unterhalten. Als ein Haus gebaut wird, will er dem Zimmermann sein Handwerk erklären, aber wirft die Axt weg, um einem Bauer zu sagen, dass er keine jungen Pferde vor einem schweren Wagen spannen soll. Zurück in der Werkstatt schreit er den Lehrjungen wegen eines schlechten Schuhs an und übersieht, dass er ihn selbst gemacht hat.
Er träumt nachts, er wäre gestorben und dürfe im Himmel nichts tadeln. Er beherrscht sich auch, als zwei einen Balken quer tragen, andere Wasser in ein löchriges Fass schütten. Doch dann spannen Engel Pferde vor und hinter einen Wagen, der in einem Loch steckt. Er schimpft und sieht vor dem Erwachen, dass die Pferde mit dem Wagen fliegen. Er findet es aber Verschwendung, Pferden noch Flügel zu geben. Er ist froh, noch zu leben, um im Haus nach dem Rechten zu sehen.

## Herkunft
Grimms Anmerkung nennt die Quelle Meister Pfriem. Ostermährlein. in Die schönsten Kindermährchen, Neueste Kinder-Bibliothek Bd. 2, Hildburghausen 1827 (wohl von Joseph Meyer) und vergleicht Märchenwald von L. Wiese, Barmen 1841 (beide gehen zurück auf Hans Pfriem, Nr. 13 in Ludwig Aurbachers Volksbüchlein, 1827). Sie erzählen ausführlich ein Lustspiel aus dem 16. Jahrhundert von Martin Hayneccius nach, das als Hans Pfriem oder Meister Kecks erschien. Es ist in dem Punkt ausführlicher, dass Pfriem sich vor dem Rauswurf aus dem Himmel schützt, indem er alle Heiligen ihrer eigenen Sünden zeiht. Er ist hier Fuhrmann (vgl. Redensart: Fluchen wie ein Karrenfahrer). Grimms finden, dass Pfriem gut zum Schusterhandwerk passt (vgl. KHM 107 Die beiden Wanderer). Sie vergleichen KHM 35 Der Schneider im Himmel, KHM 81 Bruder Lustig und KHM 82 De Spielhansl, die sich eher durch Witz im Himmel halten (KHM 167 Das Bürle im Himmel beschreibt die Ankunft eines Frommen).
Die anschaulichen Beschreibungen der ersten Texthälfte stammen von Wilhelm Grimm. Auch den Traum schmückte er mit Pfriems Monologen aus, erklärte den Balken als den einer im Auge gehabt hatte, während er nach dem Splitter in den Augen anderer suchte (Mt 7,3; Lk 6,41: Vom Splitter und vom Balken), das Fassschöpfen als Regenmachen und den Wagen als Fuhre frommer Wünsche. In der Vorlage steht eingangs nur beispielhaft seine Kritik an Zimmerern, Wäscherinnen und Kutschern, nach dem Erwachen nur die Moral: Und nun, was glaubt ihr, liebe Zuhörer, was zu lernen sey aus der Geschichte von Hans Pfriem? Die Figur des Pfriem ähnelt Märchen vom Cluricaun in Grimms Irische Elfenmärchen Nr. 12, 13, 14, 15, 16.
Die älteste Fassung der geschilderten Himmelsvision steht in der Vita des Heiligen Arsenius, die um 800 aufgeschrieben wurde: Er sieht einen Neger, der eine untragbare Holzlast aufheben will und immer noch zulegt, einen Mann, der Wasser in ein durchlöchertes Gefäß schöpft, zwei Reiter, die einen Balken quer durch ein Tor tragen wollen. Arsenius deutet die drei Bilder als unbußfertige Sünde, wieder Sünde des Bekehrten und Hoffart. Der Stoff wurde im Mittelalter vielfältig als Schwank rezipiert. Die Holzbürde erinnert auch an Sisyphos, das Wasserschöpfen an die Danaiden aus der griechischen Mythologie.

## Interpretation
Der Schwank karikiert eine Zwanghafte Persönlichkeitsstörung (s. a. KHM 185 Der arme Junge im Grab). Eugen Drewermann deutet diese als Kompensationsversuch eines von klein auf körperlich Stigmatisiertem. Er sucht Erlösung durch Leistung, daher die versteckte Sympathie für das Arbeitstier Pferd, bis er die freiere Sphäre der Flügelpferde fände.

## Rezeption
Schustermeister Pfriem kommt 1904 in Wilhelm Buschs Gedicht Querkopf vor:
Später kam er zu Meister Pfriem.
Der zeigte ihm redlich und sagte ihm,
Jedoch umsonst, was seine Pflicht:
Er sollte schustern und wollte nicht.

### Primärliteratur
- Grimm, Brüder. Kinder- und Hausmärchen. Vollständige Ausgabe. Mit 184 Illustrationen zeitgenössischer Künstler und einem Nachwort von Heinz Rölleke. S. 726–730. Düsseldorf und Zürich, 19. Auflage 1999. (Artemis & Winkler Verlag; Patmos Verlag; ISBN 3-538-06943-3)
- Grimm, Brüder. Kinder- und Hausmärchen. Ausgabe letzter Hand mit den Originalanmerkungen der Brüder Grimm. Mit einem Anhang sämtlicher, nicht in allen Auflagen veröffentlichter Märchen und Herkunftsnachweisen herausgegeben von Heinz Rölleke. Band 3: Originalanmerkungen, Herkunftsnachweise, Nachwort. S. 261–263, S. 509. Durchgesehene und bibliographisch ergänzte Ausgabe, Stuttgart 1994. (Reclam-Verlag; ISBN 3-15-003193-1)

### Sekundärliteratur
- Rölleke, Heinz (Hrsg.): Grimms Märchen und ihre Quellen. Die literarischen Vorlagen der Grimmschen Märchen synoptisch vorgestellt und kommentiert. 2., verb. Auflage, Trier 2004. S. 346–353, 576. (Wissenschaftlicher Verlag Trier; Schriftenreihe Literaturwissenschaft Bd. 35; ISBN 3-88476-717-8)
- Uther, Hans-Jörg: Handbuch zu den Kinder- und Hausmärchen der Brüder Grimm. Berlin 2008. S. 367–369. (de Gruyter; ISBN 978-3-11-019441-8)
- Uther, Hans-Jörg: Meister Pfriem. In: Enzyklopädie des Märchens. Band 9. S. 506–508. Berlin, New York, 1999.
- Ranke, Kurt: Arsenius. In: Enzyklopädie des Märchens. Band 1. S. 827–828. Berlin, New York, 1977.

### Interpretation
- Drewermann, Eugen: Rapunzel, Rapunzel, laß dein Haar herunter. Grimms Märchen tiefenpsychologisch gedeutet. 8. Auflage 2004, München. S. 229–251. (dtv-Verlag; ISBN 3-423-35056-3)